# Independence (Schiff, 1959)
Die Independence (CVA-62) war der vierte und letzte Flugzeugträger der Forrestal-Klasse der United States Navy. Sie war das fünfte Schiff, das den Namen Independence (Unabhängigkeit) trug.

## Geschichte

### Bau
Bestellt wurde die Independence am 2. Juli 1954, die Kiellegung erfolgte am 7. Juli 1955. Die Schiffstaufe wurde am 6. Juni 1958 auf der New Yorker Marinewerft durch Millicent Anne Gates vollzogen, die Gattin von Marineminister Thomas S. Gates. Am 10. Januar 1959 wurde das Schiff unter Captain R. Y. McElroy in Dienst gestellt.

### Dienstzeit

#### 1959–1964
Die Independence absolvierte ihre Jungfernfahrt in der Karibik und erreichte am 30. Juni 1959 ihren Heimathafen Norfolk (Virginia). Am 25. August startete im Rahmen von Versuchen eine von Lt.-Cdr. Ed Decker geflogene A3D Skywarrior mit einem Gesamtgewicht von 38.000 kg. Sie war damit das schwerste Flugzeug, das bis zu diesem Zeitpunkt von einem Träger gestartet war.
Die Independence verbrachte ein Jahr mit Trainingsmanövern vor den Virginia Capes und brach am 4. August 1960 zu ihrer ersten Reise ins Mittelmeer auf. Dort schloss sie sich der 6. US-Flotte an. Am 3. März 1961 kehrte sie nach Norfolk zurück. Für den Rest des Jahres stand Training und Bereitschaftsdienst vor der Atlantikküste auf dem Programm.
Am 19. April 1962 stieß die Independence wieder zur 6. Flotte, um Präsident Kennedys Position in der Berlin-Frage zu bekräftigen und Präsenz zu zeigen. Sie kehrte am 27. August nach Norfolk zurück und machte sich am 11. Oktober auf den Weg in die Karibik. Während der Kubakrise unterstützten die Träger Independence und USS Enterprise die von Kennedy angeordnete Seeblockade gegen Kuba aus der Luft. Nach Abzug der sowjetischen Mittelstreckenraketen aus Kuba kehrte die Independence am 25. November nach Norfolk zurück, führte Übungen vor der Ostküste durch und wurde auf der Marinewerft Norfolk überholt. Daran schloss sich ein Auffrischungstraining vor Guantánamo Bay an.
Die Independence lief am 6. August 1963 aus Norfolk aus, um an einem gemeinsamen Manöver US-amerikanischer, französischer und britischer Luft- und Seestreitkräfte im Golf von Biskaya teilzunehmen und steuerte anschließend das Mittelmeer an. Hier wurden weitere kombinierte NATO-Manöver trainiert, darunter Luftnahunterstützung türkischer Fallschirmjäger, Aufklärung, Kommunikation und Angriffe auf gegnerische Konvois. Der zypriotische Präsident Makarios besuchte den Flugzeugträger am 7. Oktober 1963. Danach nahm sie an zwei gemeinsamen Übungen mit italienischen Torpedobooten und dem französischen Kreuzer Colbert teil. Am 4. März 1964 war sie wieder in Norfolk.
Weitere Übungen führten sie bis New York im Norden und Mayport (Florida) im Süden. Im September standen NATO-Teamwork-Manöver in Norwegen, Frankreich und Gibraltar auf dem Programm. Das Schiff kehrte am 5. November 1964 nach Norfolk zurück und wurde in der Werft überholt.

#### 1965–1967
Am 10. Mai 1965 trat die Independence einen mehr als sieben Monate dauernden Einsatz an, darunter auch 100 Tage in der südchinesischen See. Sie war der erste Träger der Atlantikflotte, der die Kampfhandlungen in Vietnam unterstützte. Ihr Air Wing nahm an der ersten Welle koordinierter Luftangriffe gegen Nachschublinien nördlich von Hanoi und Haiphong teil. Dabei sahen sich die Piloten erstmals mit einer neuartigen Bedrohung konfrontiert, der Boden-Luft-Lenkrakete. Flugzeuge der Independence führten den weltweit ersten erfolgreichen Luftschlag gegen eine feindliche Luftabwehrraketenstellung aus. Insgesamt wurden zwischen dem 5. Juni und dem 21. November 1965 mehr als 7.000 Einsätze geflogen. Das brachte Schiff und Besatzung den Navy-Unit-Commendation-Orden ein.
Die Independence erreichte am 13. Dezember 1965 wieder ihren Heimathafen. Im ersten Halbjahr 1966 operierte sie vor Norfolk und bildete Piloten aus. Von Juli bis September war sie an NATO-Manövern beteiligt. Ihr Einsatz dauerte bis ins Jahr 1967.

#### 1970–1979

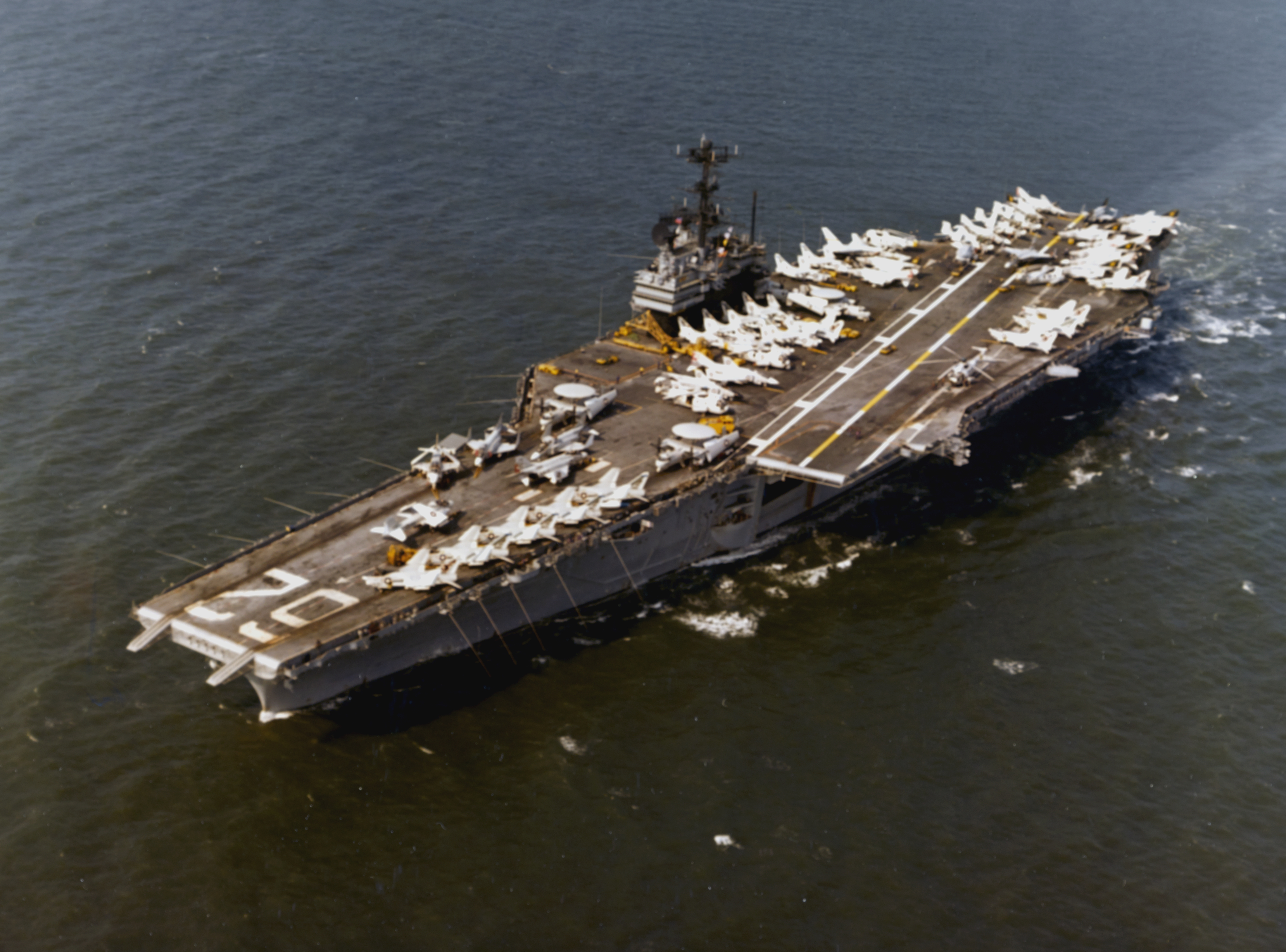
Die USS Independence, 1970er

Am 25. September 1970 wurde bekannt, dass Gamal Abdel Nasser, Präsident der Vereinigten Arabischen Republik, gestorben war. Es bestand die Möglichkeit, dass dadurch der gesamte Mittlere Osten in eine Krise rutschte. Die Flugzeugträger Independence, John F. Kennedy und Saratoga sowie sieben weitere Schiffe wurden in erhöhte Alarmbereitschaft versetzt, um falls notwendig US-Staatsbürger zu evakuieren und die sowjetische Mittelmeerflotte in Schach zu halten.
Ab dem 3. August 1971 wurden erstmals Piloten des Marine Corps mit A-4 Skyhawks für Trägerlandungen ausgebildet.
Im Mai 1973 hielt Präsident Nixon seine Rede zum jährlichen Armed Forces Day vom Deck der Independence. Das Schiff absolvierte Einsätze im Mittelmeer und im Indischen Ozean. Zwischen dem 8. und 13. Oktober waren die Trägergruppen Independence, Franklin D. Roosevelt und die amphibische Gruppe um die Guadalcanal in erhöhte Alarmbereitschaft versetzt, um während des arabisch-israelischen Jom-Kippur-Kriegs für mögliche Evakuierungseinsätze zur Verfügung zu stehen. Die Independence befand sich zu diesem Zeitpunkt vor Kreta.
Am 20. Juni 1979 wurde Lt. Donna L. Spruill die erste weibliche Navy-Pilotin, die in einem Festflügelflugzeug die Carrier Qualification erwarb. Sie flog eine C-1 Trader. Bis zur vollen Integration von Frauen auch in die kämpfenden Staffeln der Navy vergingen jedoch noch 15 Jahre.

#### 1982–1988
1982 unterstützte die Independence die multinationale Friedenstruppe im Libanon. Am 25. Juni desselben Jahres kam es zur bislang größten Konzentration von Navy-Luftkampfkräften im Mittelmeer, als die Träger Independence und Forrestal zur Dwight D. Eisenhower und John F. Kennedy stießen. Nachdem man mehrere Tage lang gemeinsam gefahren war, machten sich die Dwight D. Eisenhower und John F. Kennedy auf den Weg nach Hause.
Am 25. Oktober 1983 flogen Flugzeuge der Independence Missionen im Rahmen der Operation Urgent Fury, der US-amerikanisch geführten Invasion des Inselstaats Grenada. Im selben Jahr kehrte die Independence zurück zum Libanon, wo ihr Trägergeschwader syrische Stellungen angriff.
Am 17. Februar 1985 erreichte die Independence die Philadelphia Naval Shipyard, wo durch ein Modernisierungsprogramm ihre angestrebte Dienstzeit um 15 Jahre verlängert wurde. Das Flugdeck wurde verbessert, um Hochleistungsflugzeuge auch bei langsamerer Schiffsgeschwindigkeit landen zu können. Auch die Sea-Sparrow-Starter wurden modernisiert. Weitere Maßnahmen zielten darauf, den Treibstoffverbrauch zu senken. Im Juni 1988 konnte die Independence die Werft wieder verlassen. Am 15. August setzte sie von Norfolk aus Kurs in den Südatlantik. Nach der Umrundung Südamerikas erreichte sie am 8. Oktober 1988 ihren neuen Heimathafen San Diego.

#### 1990–1995
Im August 1990 schickte man die Independence, um im Rahmen der Operation Desert Shield irakische Aggressionen einzudämmen. Seit 1974 war die Independence der erste Flugzeugträger, der in den Persischen Golf einfuhr. Sie verblieb dort mehr als 90 Tage lang und begründete eine bis heute andauernde ständige Präsenz der US Navy in der Golfregion. Am 20. Dezember 1990 erreichte das Schiff wieder San Diego.
Im September 1991 wechselte die Independence nochmals den Heimathafen, diesmal nach Yokosuka in Japan. Sie löste damit die Midway auf dem Posten des einzigen ständig außerhalb der Vereinigten Staaten beheimateten Flugzeugträgers ab.
Ab dem 23. August 1992 befand sich die Independence wieder im Persischen Golf, um die die neu einzurichtende irakische Flugverbotszone südlich des 32. Breitengrads zu überwachen. Am 26. August informierte US-Präsident George H. W. Bush die irakische Regierung, dass in 24 Stunden die Flugzeuge der Alliierten mit Luftüberwachungsmissionen im Südirak beginnen und jedes irakische Luftfahrzeug südlich des 32. Breitengrades abschießen würden. Die Flugverbotszone war vom UN-Sicherheitsrat beschlossen worden, nachdem der Irak die UN-Resolution 688 verletzt hatte, laut der er die Unterdrückung der schiitischen Bevölkerung im Südirak zu unterlassen hatte. Die Operation Southern Watch begann planmäßig am 27. August. 20 Flugzeuge vom Carrier Air Wing Five (CVW-5) der Independence waren ab den ersten Minuten dabei.
Mit der Außerdienststellung der USS Mauna Kea wurde die Independence am 30. Juni 1995 das älteste aktive Schiff der US Navy. Bis zu ihrer eigenen Außerdienststellung durfte sie nun den First Navy Jack am Bug führen.
Im November 1995 beendete die Independence ihren dritten Einsatz im Rahmen der Operation Southern Watch und kehrte nach Japan zurück.

#### 1996–1998

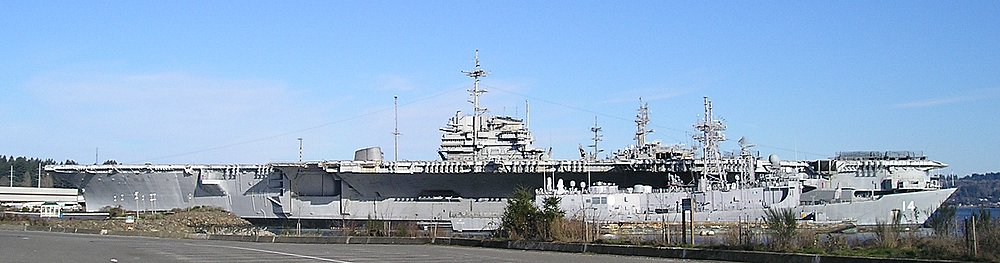
USS Independence in der Puget Sound Naval Shipyard

Im März 1996 wurde die Independence in Gewässer östlich von Taiwan beordert und dort als Beobachter positioniert. Die Volksrepublik China hatte durch Raketentests und Militärmanöver in der Taiwanstraße die Spannungen zwischen China und Taiwan stark verschärft. Auf dem Höhepunkt der Krise wurde zusätzlich die Trägergruppe Nimitz vom Persischen Golf in die Taiwanstraße verlegt, als China weiter Raketen in Hoheitsgewässer Taiwans einschlagen ließ und einen simulierten amphibischen Angriff durchführte.
1997 absolvierte die Independence einen viermonatigen Einsatz, bei dem sie an mehreren Großübungen teilnahm und sieben Häfen besuchte, darunter auch Guam und Port Klang in Malaysia. Zum Abschluss des Einsatzes lief sie im Mai 1997 als letztes US Navy-Schiff vor der Übergabe der Kronkolonie an China Hongkong an.
Im Januar 1998 begann die Independence ihren letzten Einsatz im Persischen Golf und nahm nochmals an der Operation Southern Watch teil.

### Ausmusterung und Abwrackung
Nach einer Dienstzeit von 39 Jahren, 9 Monaten und 20 Tagen wurde die Independence am 30. September 1998 auf der Puget Sound Marinewerft in Bremerton (Washington) (47° 33′ 7,2″ N, 122° 39′ 25,2″ W) ausgemustert. Der First Navy Jack wurde an das nächstälteste aktive Schiff der Navy übergeben, die Kitty Hawk, die auch den Posten in Yokosuka übernahm.
2004 wurde das Schiff schließlich auch aus der Reserveflotte gestrichen. Im Frühjahr 2017 wurde es von der Puget Sound Marinewerft nach Brownsville in Texas überführt. Es verließ Bremerton am 11. März 2017 Richtung Brownsville um Kap Horn und traf am 1. Juni bei den Abwrackwerften in Brownsville ein.
Bis Anfang 2019 wurde die Independence bei „International Shipbreaking Limited“ in Brownsville verschrottet.